# Niagara Scow
Pour les articles homonymes, voir Niagara.

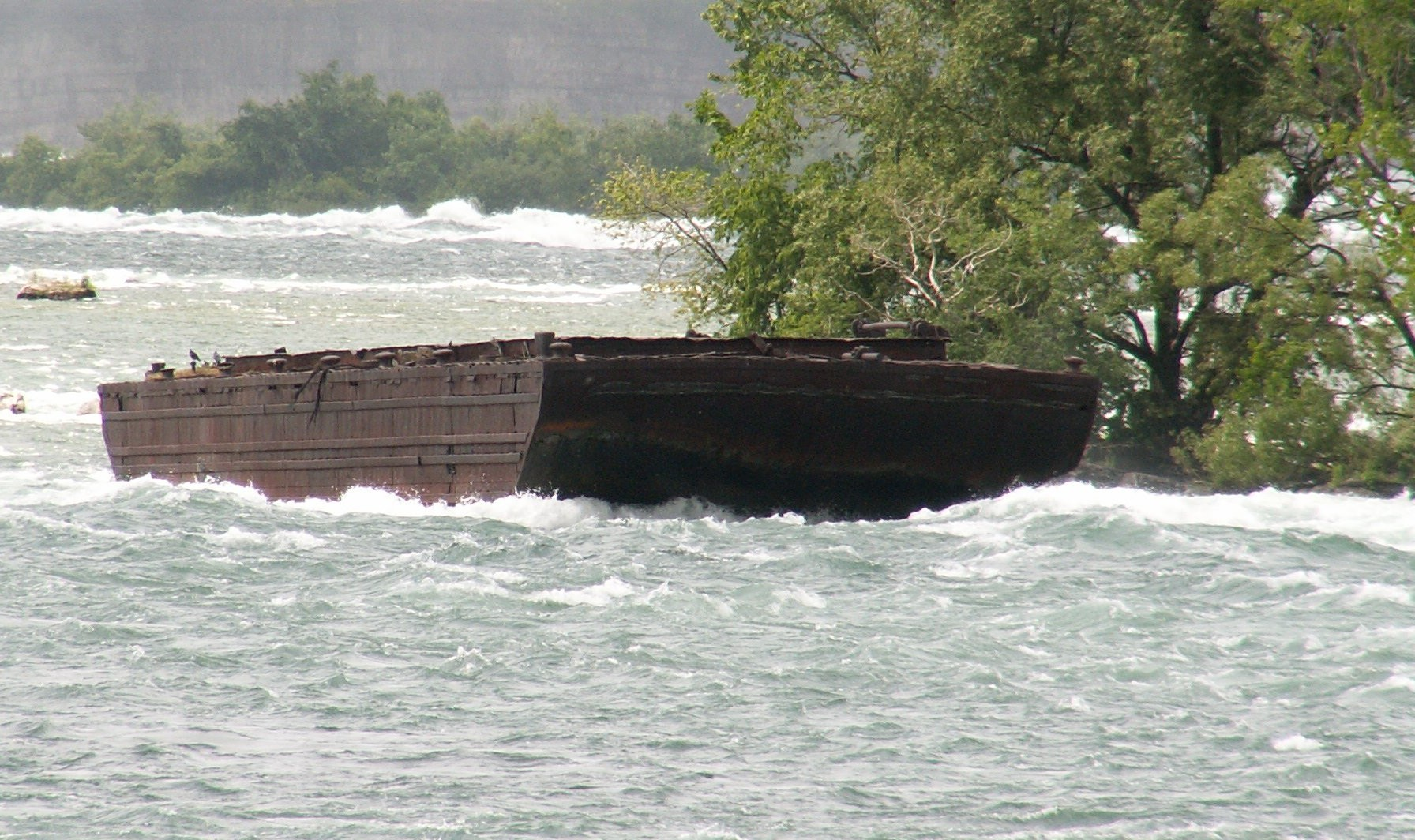
Vue du Niagara Scow.

Le Niagara Scow, ou Iron Scow, est une épave de la Niagara, en Ontario, au Canada. Reste d'une gabare (gabare se dit scow en anglais) accidentée en 1918, elle demeure bloquée dans le courant par des rochers en amont des chutes Horseshoe depuis cette époque.
Devenue une attraction touristique des chutes du Niagara, l’épave, de plus en plus dégradée, se déplace pour la première fois à l’automne 2019, sur une cinquantaine de mètres, libérée des rochers par de fortes intempéries,.

## Naufrage
Le 6 août 1918, alors que Gustav Löfberg et James Harris travaillent à bord sur l’extraction de matériaux du fond de l’eau, à un peu plus d’un kilomètre des chutes Horseshoe, le câble qui relie la gabare à un remorqueur se rompt et celle-ci commence à dériver. En laissant l’eau infiltrer le bateau, les deux hommes parviennent à l’échouer sur des rochers, à 600 mètres du bord des chutes.
Leur sauvetage est rendu particulièrement complexe par la dangerosité des rapides à cet endroit. Une installation de cordes et de toile permet finalement de secourir les deux naufragés, avec l’aide d’un vétéran canadien de la Première Guerre mondiale, William “Red” Hill Sr. (en), qui va démêler des cordes qui s’étaient bloquées. Le centenaire de l’opération de sauvetage est célébré en 2018.